# Даэна
Даэна (из авестийского
[dʌeːnaː]) — в зороастрийской мифологии «Вера», («Зартошти Даэна» – Вера Заратуштры), также имеющее значение совести.

## Происхождение названия
Даэна — существительное женского рода, которое переводится как «то, что видно или наблюдается». В книге «Зороастризм: введение в древнюю веру» Питер Кларк предполагает, что этот термин также может быть связан с авестийским корнем «дех» или «ди-».
Авестийский термин авест. 𐬛𐬀𐬉𐬥𐬁 — daēnā в Гатах dēnā в младшем авестийском — продолжается на среднеперсидском языке как dēn (пехл. 𐭣𐭩𐭭) и в новоперсидском как "dīn/ди́н", что сохраняет авестийские значения. Помимо этого у данного термина есть индийское родственное слово дхена, что означает мысль, но мысль в её высших и духовных пределах. Слово дзен, используемое в названии религиозной секты дзен-буддизма, происходит от родственного дхаяна (см. также Дхьяна в буддизме).
Считается, что Даэна зороастризма связана с санскритской Дхармой, что также означает «Закон».

## Гаты

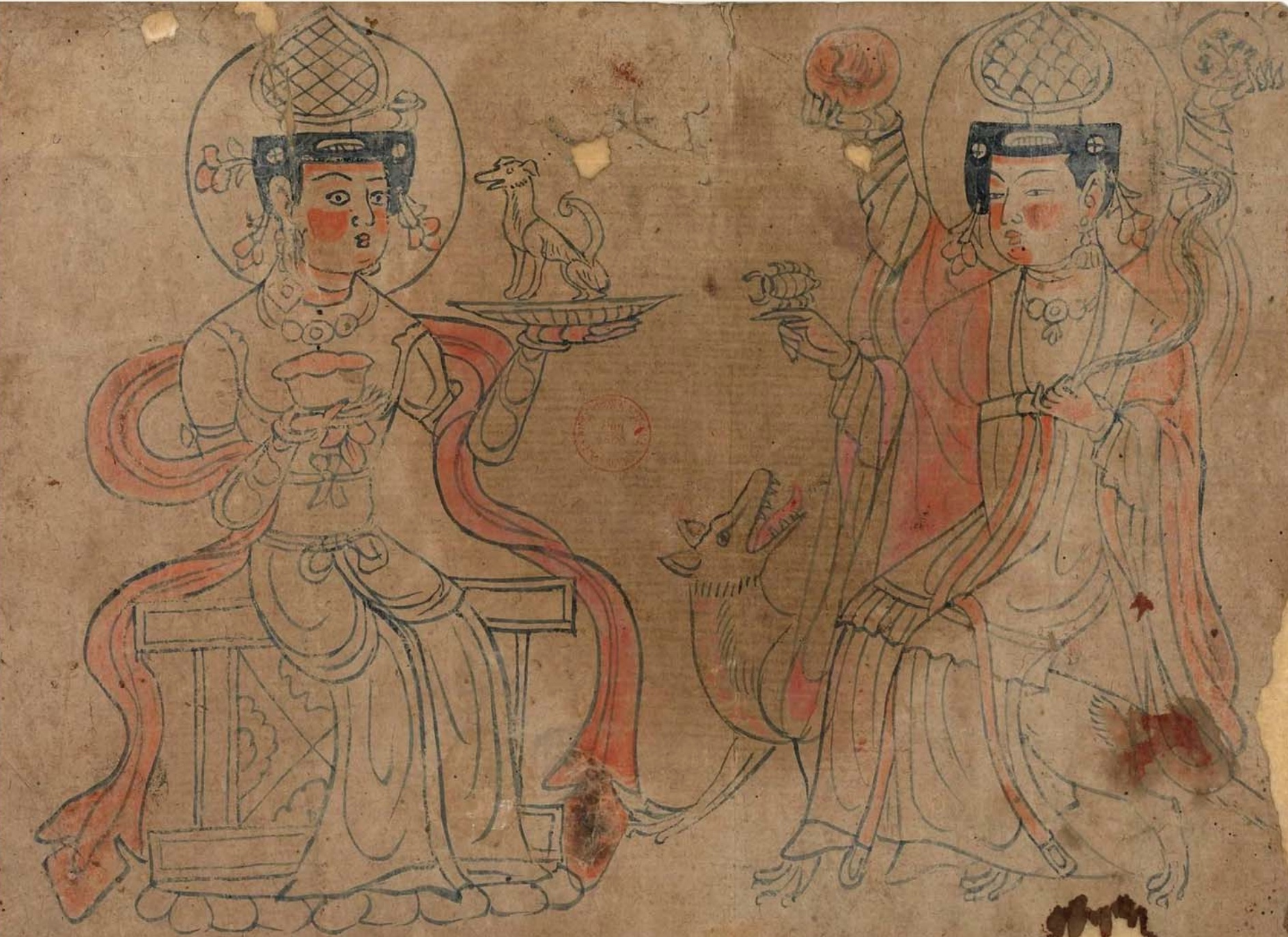
Согдийские Даэны. Рисунок из Пещеры Могао, божество слева, возможно, изображение Даэны

Имя Даэны упоминается в Гатах, серии из семнадцати гимнов, предположительно написанных Зороастром. Даэна появляется как в Ахунавайти Гате, так и в Уштаваити Гате, в которых написано, что Даэна каким-то образом связана с наградой, которую правоверные получат в загробной жизни. Однако ссылки на Даэну в Гатах кратки, что оставляет много неясностей в её сущности. Как писали авторы энциклопедии «Мифы народов мира»:
Каждый человек после смерти встречал свою Даэну. В женском облике у входа на тот свет, Даэна праведника выглядела прекрасной юной девой, а Даэна грешника уродливой старухой.
Более поздние авестийские писания, такие как Вендидад, описывают концепцию Даэны дальше. Вендидад изображает Даэну чем-то вроде психопомпы, ведущей добрые и чистые души по мосту Чинват в Дом Песни, зороастрийский рай, в то время как нечестивых тащат в Дом Лжи, место наказания. Она описывается как хорошо одетая и в сопровождении собак.
Манекджи Нуссерванджи Дхалла пишет в «Зороастрийской теологии», что на рассвете четвёртого дня после смерти «души является её собственная даэна, или религиозная совесть, в образе девицы непревзойдённой красоты, самой прекрасной из прекрасных в мире».